# Euptychia oreba
Euptychia oreba är en fjärilsart som beskrevs av Butler 1870. Euptychia oreba ingår i släktet Euptychia och familjen praktfjärilar. Inga underarter finns listade i Catalogue of Life.